# Robert Malaval
 Robert Malaval (* 29. Juli 1937 in Nizza, Frankreich; † 8. oder 9. August 1980 in Paris) war ein französischer avantgardistischer Maler, Zeichner, Bildhauer und Reliefkünstler.

## Leben und Werk
Im Alter von 16 Jahren entdeckte der Autodidakt Robert Malaval die Malerei, insbesondere Vincent van Gogh und den Surrealismus. Von 1954 bis 1960 hatte er verschiedene Jobs die nichts mit Kunst zu tun hatten, nachdem er vorher eine „Initiationsreise“ unternommen hatte und 1953 nach Paris („Rückkehr zur Erde“) zurückgekehrt war. Im Jahr 1958 lebte er im Département Alpes-Maritimes, wo er eine Reihe von Landschaftsbildern in düsteren Farben schuf.
Seine erste Einzelausstellung hatte er im Jahr 1961 der Galerie Alphonse Chave in Venedig und im Jahr 1963 in Paris. Von 1961 bis 1965 produzierte er eine Reihe von Arbeiten, den Zyklus „White Food“, bei dem ausführte, er sei durch natürliche Phänomene dazu angeregt worden. Der Zyklus bestand aus über 120 Reliefs und Skulpturen und 130 Zeichnungen. Die Reliefs und Skulpturen wurden weitgehend aus Papiermaché, monochrom weiß gefertigt, wie großes weißes Essen (1962, Centre Georges Pompidou Paris). Im Jahr 1976 stellte er auf der Biennale de Paris aus und war im Jahr 1968 mit 10 Arbeiten, vorwiegend Tuschezeichnungen, auf der 4. documenta in Kassel vertreten.
Robert Malaval beging in der Nacht vom 8. auf den 9. August 1980 Suizid in Paris.